# Les Thuiles
Les Thuiles (okzitanisch Las Teulas) ist eine französische Gemeinde mit 365 Einwohnern (Stand 1. Januar 2022) im Département Alpes-de-Haute-Provence in der Region Provence-Alpes-Côte d’Azur. Sie gehört zum Arrondissement Barcelonnette und zum Kanton Barcelonnette. Die Bewohner nennen sich die Thuilois.

## Geographie
Die Gemeinde liegt in den französischen Seealpen. Sie ist von den Gemeinden Les Orres im Norden, Saint-Pons im Osten, Uvernet-Fours im Südwesten und Méolans-Revel im Westen umgeben. 
Durch Les Thuiles fließt die Ubaye. 969 Hektar der Gemeindegemarkung sind bewaldet. Die höchste Erhebung im Gemeindegebiet markiert der Gipfel des Grande Séolane mit 2909 m.

## Bevölkerungsentwicklung
| Jahr      | 1962 | 1968 | 1975 | 1982 | 1990 | 1999 | 2010 | 2016 |
| --------- | ---- | ---- | ---- | ---- | ---- | ---- | ---- | ---- |
| Einwohner | 184  | 165  | 184  | 230  | 174  | 344  | 368  | 395  |